# Dominic Mai Luong

Wappen von Weihbischof Dominic Mai Luong

Dominic Mai Luong (vietnamesisch: Đa Minh Mai Thanh Lương; * 20. Dezember 1940 in Minh Cường, Vietnam; † 6. Dezember 2017) war ein vietnamesisch-US-amerikanischer Geistlicher und römisch-katholischer Weihbischof in Orange in California.

## Leben
Sein Name kombiniert westliche Namenstradition (Dominic als Vorname vor dem Familiennamen Mai) mit vietnamesischer (Luong als persönlicher Name steht hinter dem Familiennamen).
Dominic Mai Luong wurde in Vietnam geboren, wo er eine französisch-vietnamesische Grundschule und später die Holy Family Seminary High School besuchte. Danach lebte er im Priesterseminar in Buffalo, New York, und im St. Bernard Seminary in Rochester, New York, wo er Philosophie und Theologie studierte. Luong setzte hiernach sein Studium fort und erhielt einen Abschluss am Canisius College in Buffalo.
Dominic Mai Luong empfing am 21. Mai 1966 in Buffalo das Sakrament der Priesterweihe für das Bistum Đà Nẵng. Die Umstände ließen eine Rückkehr in seine Heimat jedoch nicht zu, weshalb er im Jahr 1976 in den Klerus des Erzbistums New Orleans inkardiniert wurde.
In New Orleans leitete er von 1976 bis 1983 das Vietnamesische Apostolat, bis er Gemeindepastor wurde. 1986 ernannte ihn Papst Johannes Paul II. zum Monsignore. Luong leitete von 1989 bis 2003 das National Pastoral Center des Vietnamesischen Apostolats. Darüber hinaus war er von 1987 bis 2003 Mitglied im Presbyterium der Erzdiözese und in den Jahren 2002 und 2003 Dekan von New Orleans Ost.
Am 25. April 2003 ernannte ihn Papst Johannes Paul II. zum Titularbischof von Cebarades und zum Weihbischof in Orange in California. Der Bischof von Orange in California, Tod David Brown, spendete ihm am 11. Juni desselben Jahres in der Saint Columban Church in Garden Grove die Bischofsweihe; Mitkonsekratoren waren der Erzbischof von New Orleans, Alfred Clifton Hughes, und der Weihbischof in Orange in California, Jaime Soto.
Sein Wahlspruch lautet You are Strangers and Aliens No Longer („Ihr seid keine Fremden und Ausländer mehr“) und entstammt dem Brief des Apostels Paulus an die Epheser (Eph 2,19 ).
Papst Franziskus nahm am 20. Dezember 2015 seinen altersbedingten Rücktritt an.